# 이종갑 (축구인)
이종갑(李鍾甲, 1918년 3월 18일 ~ 1993년)은 대한민국의 축구인이다. 1954년 스위스 월드컵에 출전하였고, 대표팀 감독을 역임하였다.

## 참고자료
- 이종갑